# Thenay (Indre)
 Thenay  ist eine französische Gemeinde mit 897 Einwohnern (Stand 1. Januar 2022) im Département Indre in der Region Centre-Val de Loire; sie gehört zum Arrondissement Le Blanc und zum Kanton Le Blanc.
Nachbargemeinden von Thenay sind Chasseneuil im Norden, Le Pont-Chrétien-Chabenet im Nordosten, Saint-Marcel und Argenton-sur-Creuse im Osten, Vigoux im Südosten, Luzeret im Südwesten, Rivarennes im Westen und Saint-Gaultier im Nordwesten.

## Bevölkerungsentwicklung
| Jahr      | 1962 | 1968 | 1975 | 1982 | 1990 | 1999 | 2007 | 2018 |
| Einwohner | 891  | 890  | 901  | 826  | 809  | 827  | 885  | 893  |